# シギショアラ歴史地区
シギショアラ歴史地区は、ルーマニアの世界遺産の一つである。ルーマニア・ムレシュ県の都市シギショアラ（ドイツ語名：シェースブルク）のうち、トランシルヴァニア・ザクセン人によって12世紀以降に建造されたシタデルの区域に該当する。かつてラテン語でカストゥルム・シクス (Castrum Sex) と呼ばれたシギショアラの歴史地区は、現在もなお人々が暮らす中世的城塞都市であり、「ルーマニアの宝石」とも称えられるその美しい街並みは、トランシルヴァニア・ザクセン人の850年に及ぶ歴史と文化の例証として、1999年にユネスコの世界遺産に登録された。

## 歴史
トランシルヴァニア地方は11世紀にハンガリー領となった。12世紀から13世紀には歴代ハンガリー王の方針で、辺境の防衛を兼ねてドイツ系の職人や商人たちがこの地に入植していった。彼らの出身地には、ザクセン地方だけでなくルクセンブルクやフランドルなども含まれていたが、文書の上では一律「サシ」（Saşi, ザクセン人）と記された。シギショアラも1191年に彼らトランシルヴァニア・ザクセン人によって築かれた都市である。
標高425mの小高い丘の上に築かれた防塞は1241年のモンゴル帝国の侵攻を踏まえて順次増強され、14世紀にかけて見張り塔と防壁が整えられた。シギショアラはトランシルヴァニア・ザクセン人たちが築いた7つの要塞都市のひとつで、古称にあたるラテン語名「カストルム・シクス」は「第6要塞」の意味である。
見張り塔の建設などに責任を負ったのは商工業者のギルドで、後述するように今も塔には当時のギルドの名前が冠されている。シギショアラは強力なギルドの下で繁栄し、1367年には自治都市となった。
15世紀から16世紀にかけてさらに都市は繁栄したが、この時期はオスマン帝国の脅威にさらされていた時期でもある。その結果、丘の上の城塞にとどまらず、丘の下にあった教会の周囲にも防衛施設が整えられ、下町の基礎が出来た。
17世紀以降は、ペスト流行、3度の大火（1676年、1736年、1788年）、洪水（1771年）、地震（1838年）と相次ぐ災害に見舞われ、人口の減少や建物の損壊を蒙った。ことに、1676年の大火は6時間にわたって歴史的建築群を焼き尽くし、都市の約75%を焼失させたとされている。さらに1840年にギルドが特権を失ったことで、都市はかつてほどの勢いは失った。

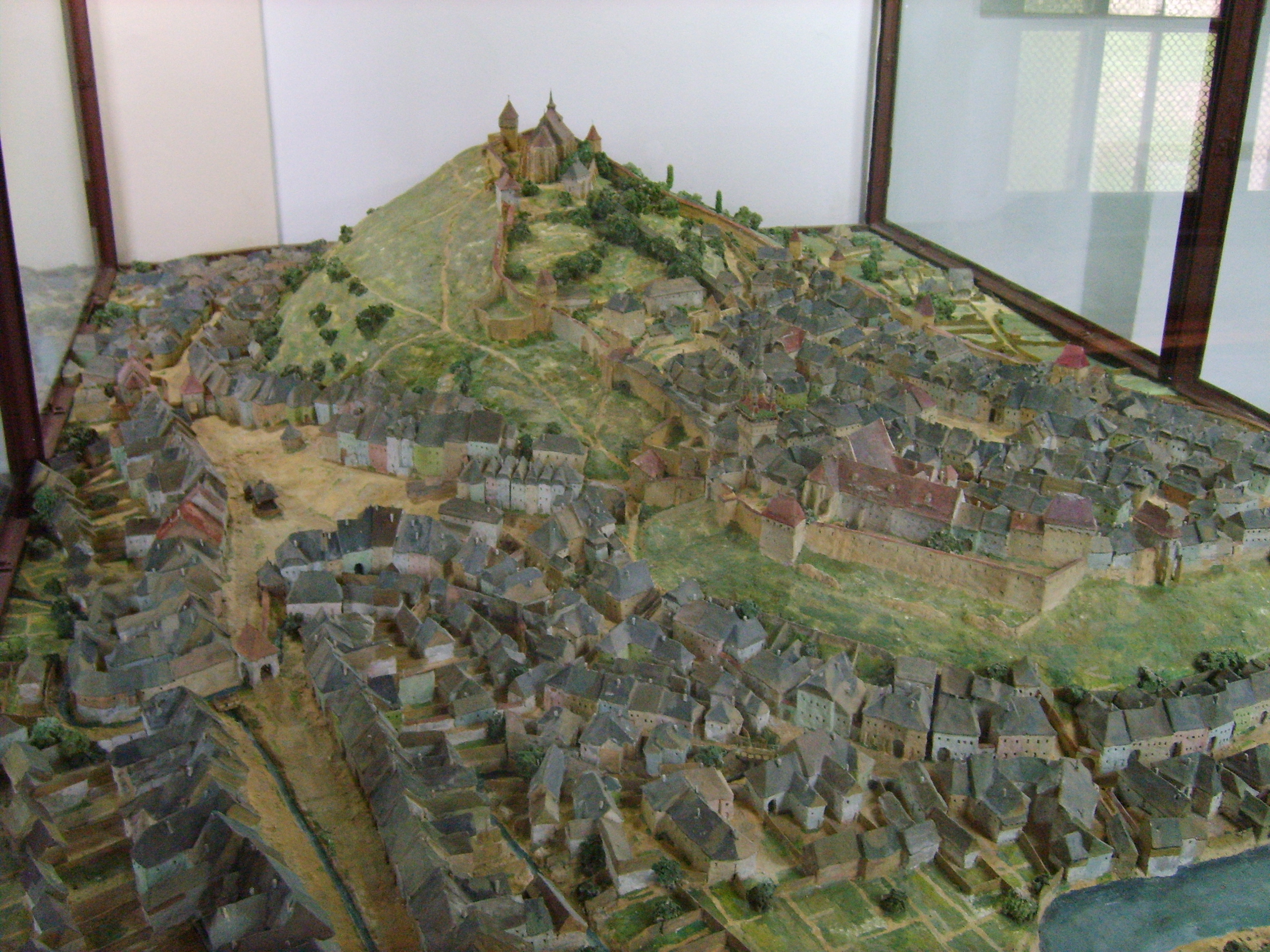
シギショアラ市街の模型

その後、下町は商工業地区、山の手は行政地区という棲み分けが行なわれるようになったが、その開発の中で下町の防壁は取り壊された。山の手の防衛施設も無傷とはいかず、かつては14基あったギルド塔のうち、現存するのは9基である。
それでも、シギショアラの保存状態は十分に良好なものであると評価されている。それというのは、タタール人やオスマン帝国の侵攻に備えた防衛拠点として、トランシルヴァニア地方に残る要塞聖堂が比較的良好に残っているのに対し、城塞都市にはあまり良好な形で残っているものがないためである。シギショアラはトランシルヴァニア・ザクセン人たちが入植して作られた地域 (the Land of Saschen) の北限に当たっている。同種のより大きな都市であるシビウやブラショフも、シギショアラと同じように中世ドイツの典型的な建築様式が残されているが、保存されている要素の多さで大きな隔たりがある。トランシルヴァニア・ザクセン人が築いた中世城塞都市のうち、シビウに残っているのは約30%、ブラショフも約45%にとどまるのに対し、シギショアラは実に90%が残っていると見積もられている。
共産主義政権下においては特段の保護政策がとられることはなかったが、1990年代以降、本格的な景観保存が検討されるようになった。

## 主要な構成資産
世界遺産を構成するのは、城塞都市の防衛機能を担った防壁と見張り塔、いくつかの広場と教会、それと中世的な景観を保持している赤い屋根が並ぶ民家群などである。構成資産は城壁内だけでなく、ヘルマン・オーベルト広場など、城壁外の区域も若干含まれている。以下で主要な構成資産について概説する。

### 時計塔と3つの広場

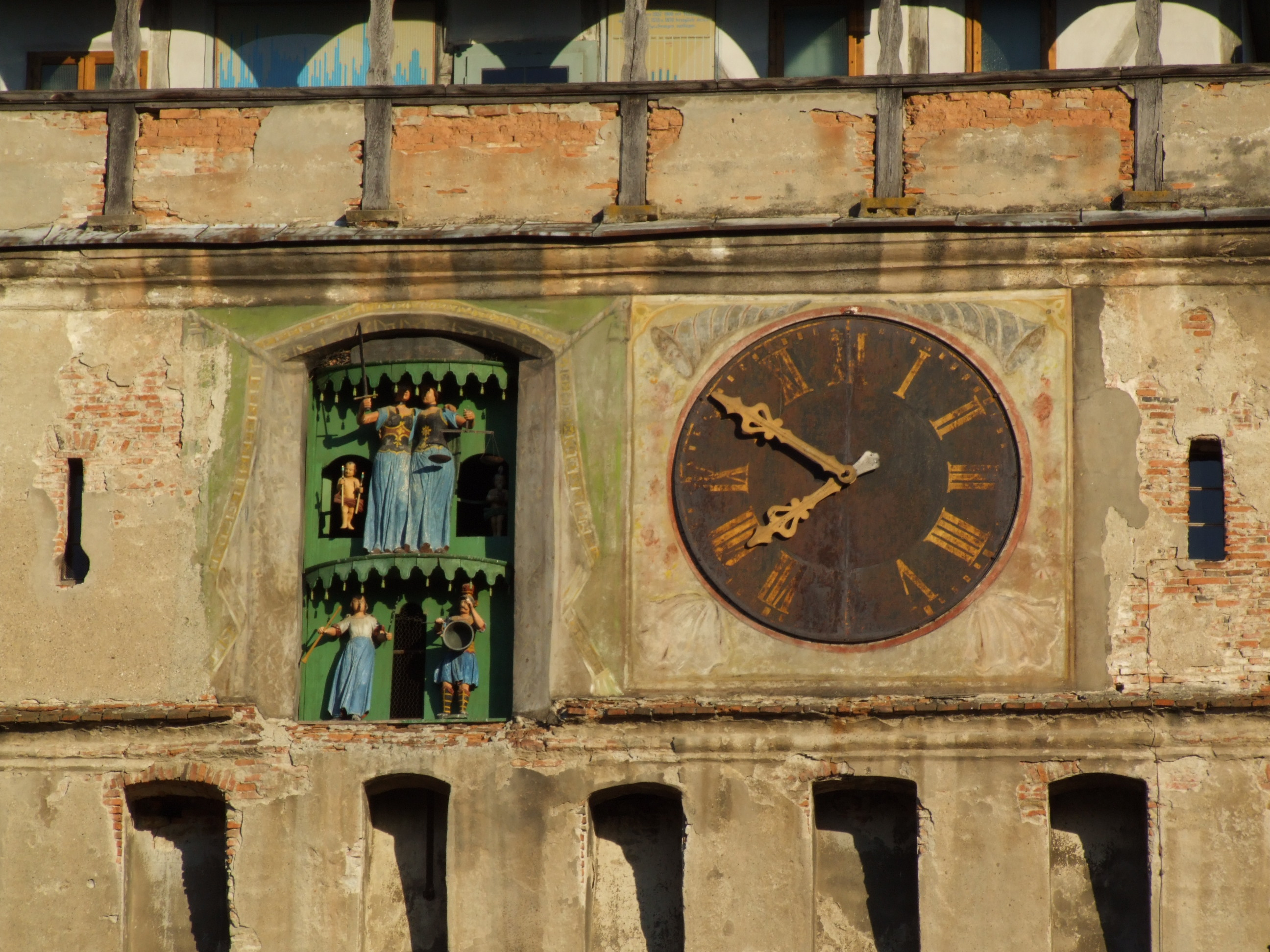
時計塔の時計部分

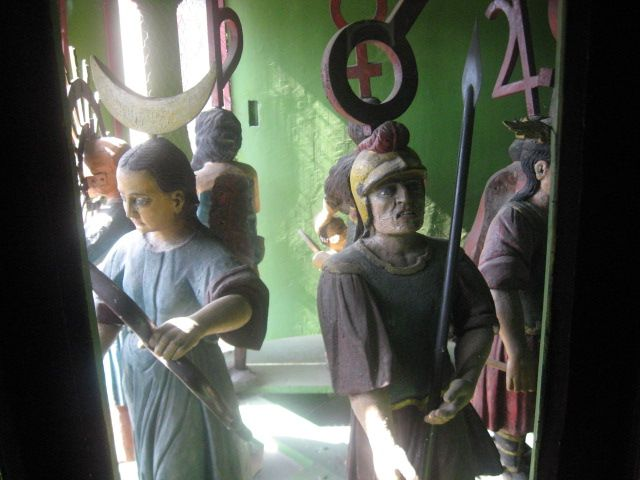
下町に面した方のからくり人形

時計塔 (Stundturm / Turnul cu Ceas) はシギショアラ歴史地区でひときわ目立つランドマークである。自治権獲得の記念として14世紀半ばに建造された。塔の屋根に備わっている4つの小塔は、裁判の自治権を象徴するものである。
1556年までは市議会の議事堂として使われており、その頃まで塔は増築されていたが、現在残るのは1676年の大火の後に再建されたものである。
その後、バロック様式で再建され、1894年には屋根の大規模な葺き替え工事も行われ、現在見られるような色鮮やかなタイルが貼られた。
時計塔では17世紀につくられたからくり時計が今も機能している。この時計は時間が来ると、機械仕掛けの人形が出てきて時を知らせるようになっており、城塞内に面している時計盤と下町を向いている時計盤とでは、出てくる人形が異なっている。前者は平和、正義、法、昼夜などを象徴する人物たちになっており、後者は月曜に対応するディアーナ、火曜に対応するマールスなど、1週間を表すローマ神話の神々になっている。
時計塔の内部は歴史博物館 (Muzeul de Istorie) になっている。これは1899年に設置されたもので、古代ローマ時代の生活用品に始まり、家具、手術道具など時代ごとの様々な物品を展示している。個人に関する展示としては、少年時代をシギショアラで過ごし、後年V2ロケットなどにも携わったロケット工学者ヘルマン・オーベルトに関するものがあり、ロケット模型なども展示されている。
時計塔の内部には、かつて拷問室として使われていた部屋もあり、関連する道具などの展示も行なわれている。
時計塔には3つの広場が隣接している。ひとつは、前述のシギショアラにゆかりのあるロケット工学者の名を冠したヘルマン・オーベルト広場（ドイツ語 (旧称) Marktplatz / Piaţa Hermann Oberth）で、これは時計塔の南側、城壁の外にある。二つ目は40 m 四方の広さの城塞都市広場 (Burgplatz / Piaţa Cetăţii) で、ギルドが健在だった時代には市場が開かれていた場所である。そこは城塞都市の中心部に当たっているため、かつては公開処刑なども行われた。3つ目は修道院付属教会に隣接する博物館広場 (Museumsplatz / Piaţa Muzeului) で、1896年に設置された。それ以前には住居が3件建っていた。

### 他の塔
ギルドに由来する名を持つ塔は、前述のように9基が現存している。時計塔以外の8つの塔は以下の通りである。
- ブリキ職人の塔 (Zinngießerturm / Turnul Cositorilor) - 基底部分は長方形で、そこに五角形や八角形の階が載る形で構成されており、高さは25mである。実際の戦いでも使用され、1704年の戦いでは多くの銃弾が撃ち込まれた。当時の姿をとどめる漆喰の壁面には、それらの弾痕が残っている[14]。
- 皮なめし職人の塔 (Ledererturm / Turnul Tăbăcarilor) - 城塞の南側にあり、一部が住居として使われている[14]。
- 綱職人の塔 (Seilerturm / Turnul Frânghierilor) - 13世紀に建造されたシギショアラで最古の部類に属する塔であり[15]、この塔から精肉業者の塔の間に残る城壁は高さ8 m から 10 m で、保存状態の良さが評価されている[14][9]。綱職人の塔は山上教会近くにあり、現在は教会の共同墓地の管理人の住居としても使われている[15]。
- 精肉業者の塔 (Fleischerturm / Turnul Măcelarilor) - 1676年の大火の際にも被災せずに済んだ塔で、上から見ると六角形になっている[14]。
- 毛皮職人の塔 (Kürschnerturm / Turnul Cojocarilor) - 精肉業者の塔と違い、1676年の大火の際に被災したので、現在残っている塔はそれ以降に再建されたものである[14]。時計塔の入り口とは別に、精肉業者の塔と毛皮職人の塔の間の城壁にも旧市街への入り口がある[14]。
- 仕立業者の塔 (Schneiderturm / Turnul Croitorilor) - 仕立業者のギルドは、14世紀にはシギショアラで最も富裕なギルドであった。彼らが当時建てた塔は時計塔と並んでシギショアラで最も高い建物として聳え立っていたが、1676年の大火の際に、塔内に保管されていた火薬が爆発事故を起こしたこともあって損壊した[15]。現在残る四角形の塔は、1935年に再建されたものである[15]。
- 製靴職人の塔 (Schusterturm / Turnul Cizmarilor) - 16世紀半ばにはこの塔に関する記録を見ることが出来るが[15]、六角形のこの塔も1676年の大火のあとに再建されたものである[14]。バロック様式の影響が指摘されている[15]。
- 鍛冶職人の塔 (Schmiedturm / Turnul Fierarilor) - この場所にはもともと理髪師の塔 (Barbierturm / Turnul Barbierilor) が存在していた。その跡地に1631年に建設されたのが、現在の鍛冶職人の塔である[14]。

このほか、城塞の北部、かつて「錠前職人の塔」 (Schlosserturm / Turnul Lăcătușilor) があった辺りには、1894年に聖ヨーゼフ・ローマ・カトリック教会 (Kirche des heiligen Josef / Biserica romano-catolică Sfântul Iosif) が建てられた。この建物は1983年の火災で被害を受けて、修復工事が行われた。

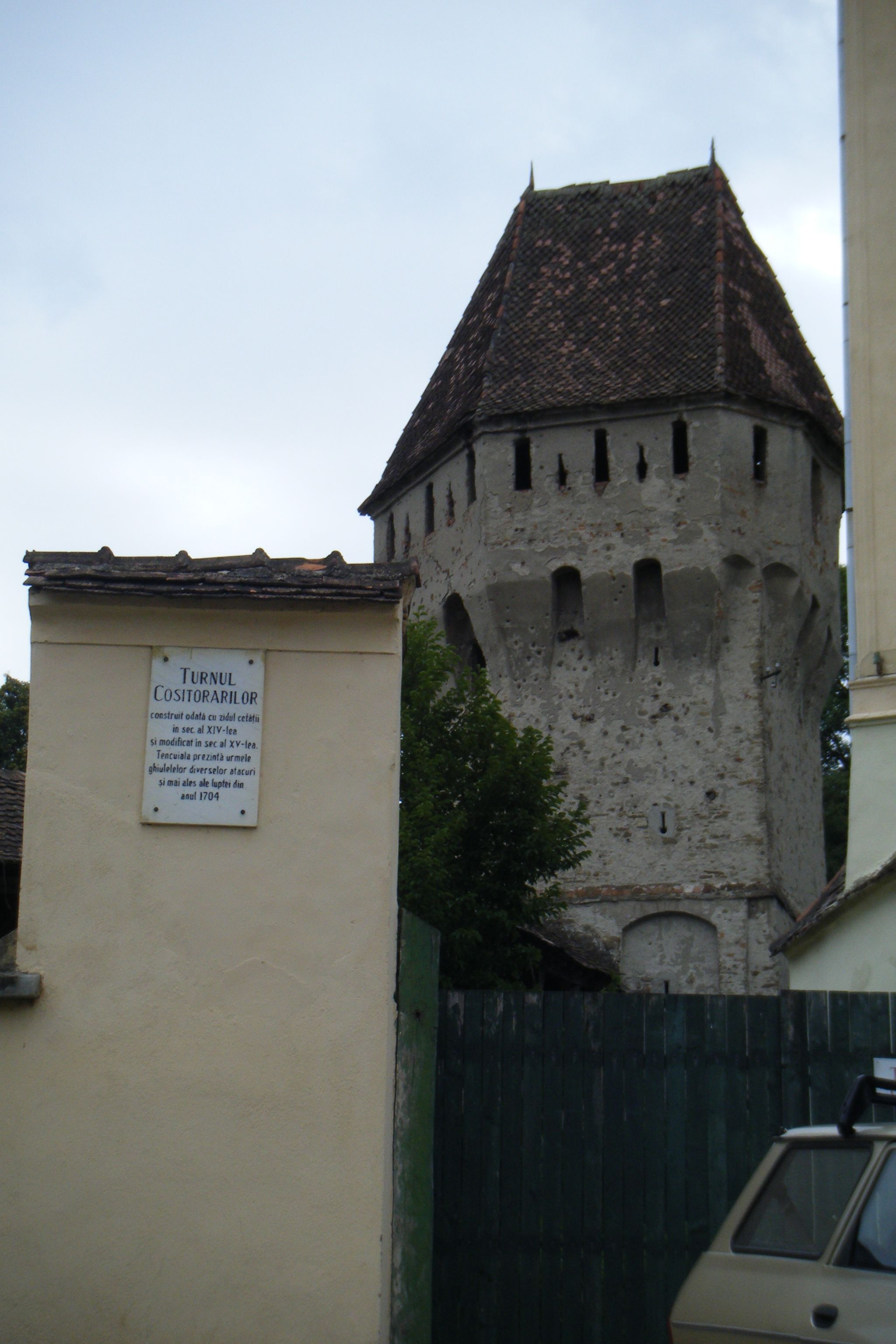
ブリキ職人の塔
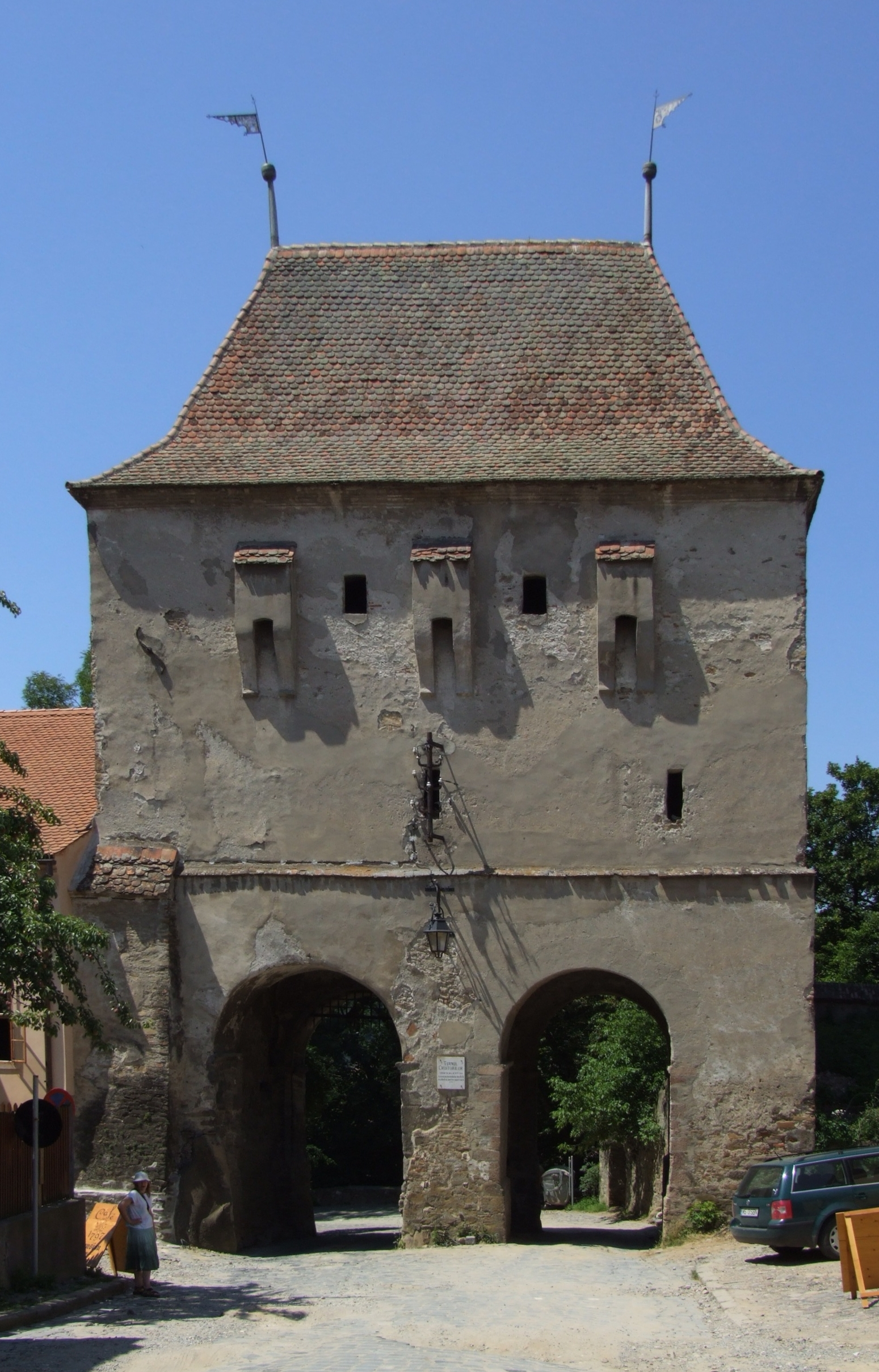
仕立業者の塔
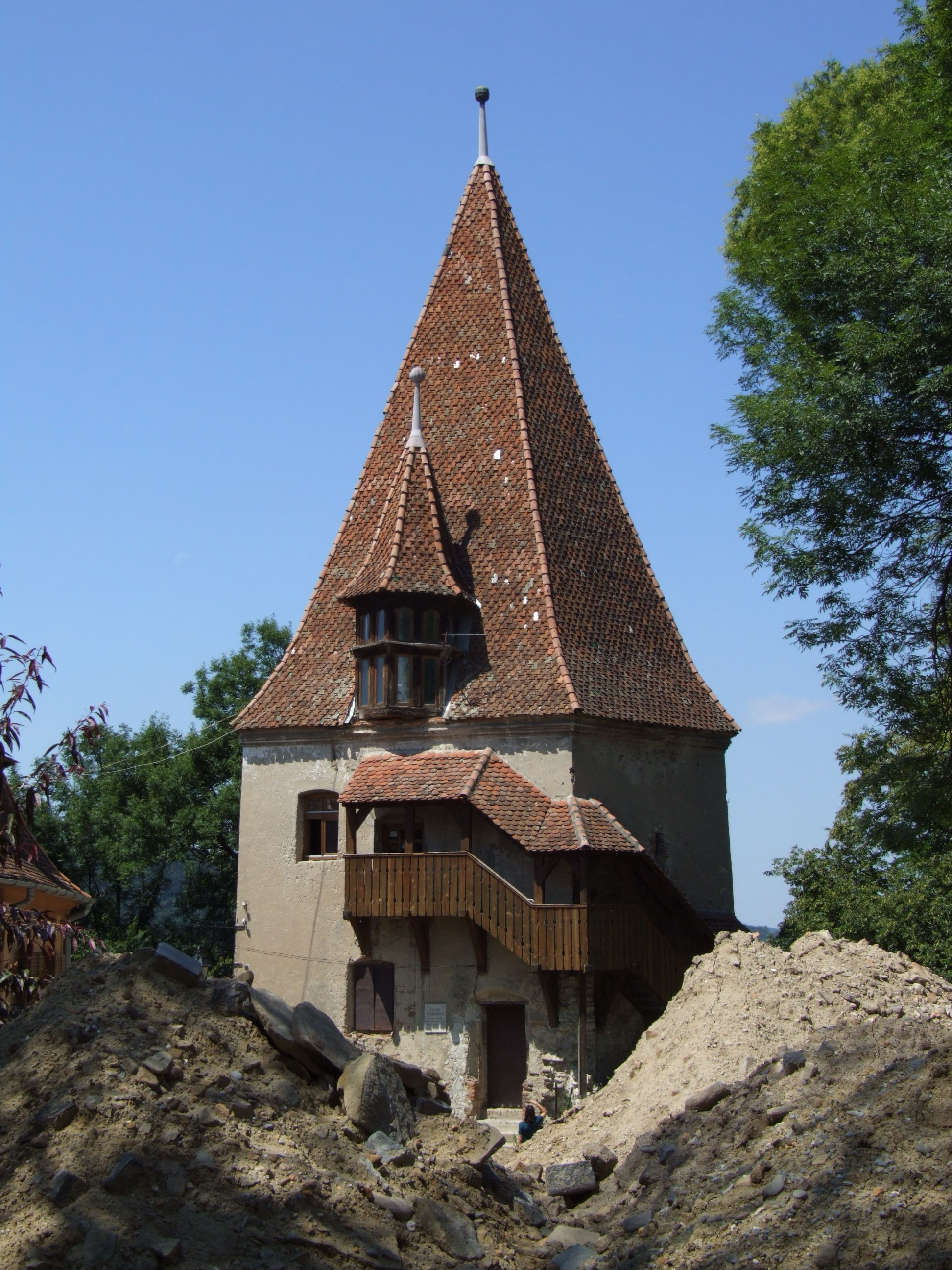
製靴職人の塔

### 山上教会と屋根付き階段

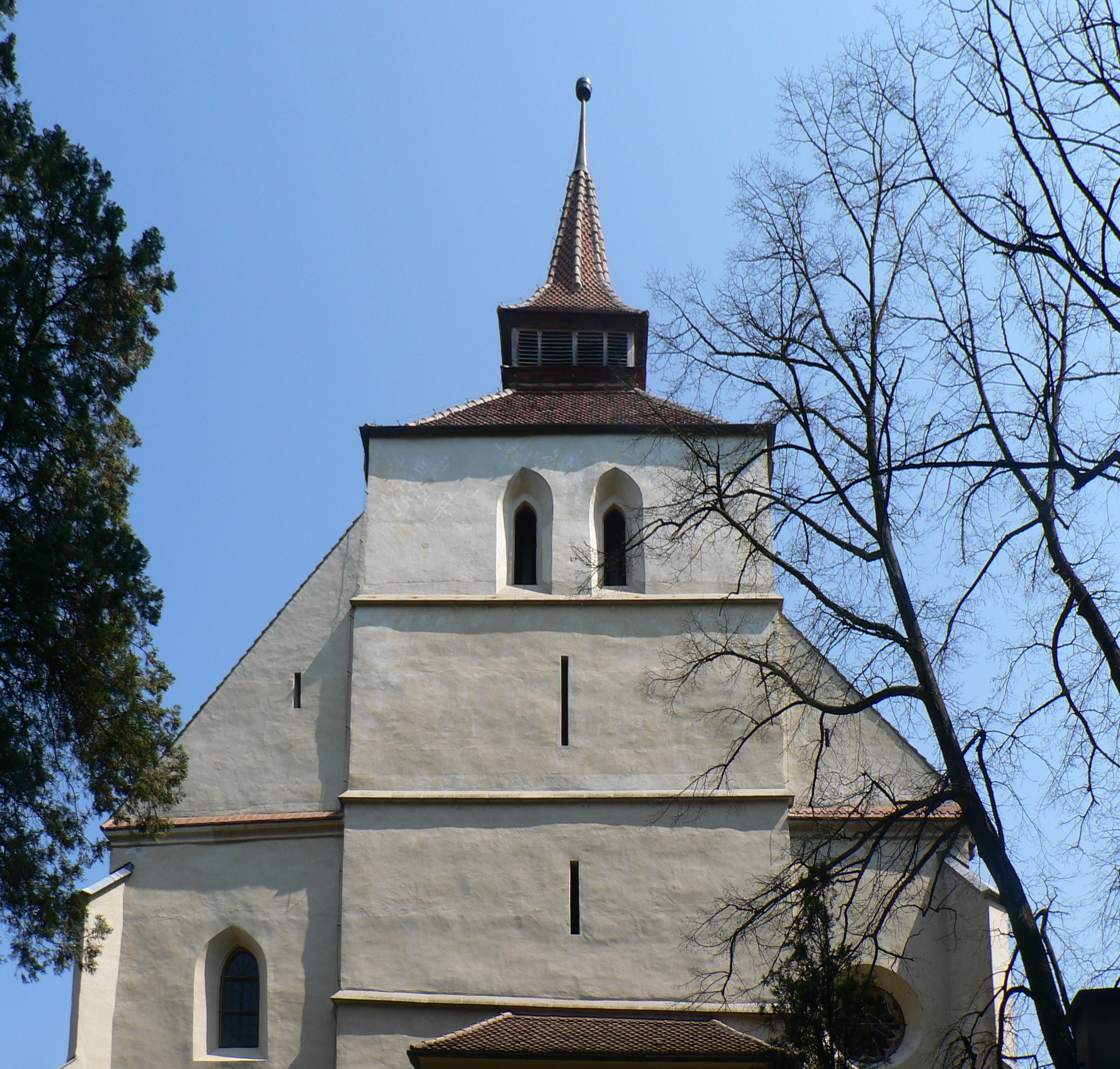
山上教会

山上教会 ( Bergkirche / Biserica din Deal) は城壁の南側、「学校の山」 (Schulberg / Deal al Școlii) に位置している。なおそこには山上学校（Bergschule / Școala din Deal）があり、現在はドイツ語学校となっている。旧市街から山上教会へは、屋根つきの木造階段（Schülertreppe / Scară Acoperită）を上っていく。屋根は冬場に礼拝や通学のために丘に登る人々のことを考慮して付けられたものだという。現在は175段あるが、1642年に出来た当初は300段あり、1849年に現在の段数になった。階段の入り口脇には、ゴシック様式で建てられた最初の教区教会の遺構が残っている。
山上教会は正式には聖ニコラウス教会というのだが、ルーマニア政府の世界遺産推薦書や政府観光局公式サイトなどでも山上教会とされている。
1345年には記録に現れているが、完成したのは1525年と、およそ200年後のことであった。ゴシック様式の建物で、トランシルヴァニア地方のゴシック建築の中で代表的なものとも評価されている。建設当初はカトリックの聖堂だったが、1547年にルーテル派の教会堂になった。
内部には14世紀から15世紀の美しい壁画が存在している。ただし、1776年に損壊したため、現在残っているものはオリジナルの断片を使って復元されたものである。ほかにも、ゴシック様式の祭壇装飾、15世紀から16世紀に遡る調度類などが残っている。
そばには地元の名士たちが眠る共同墓地がある。

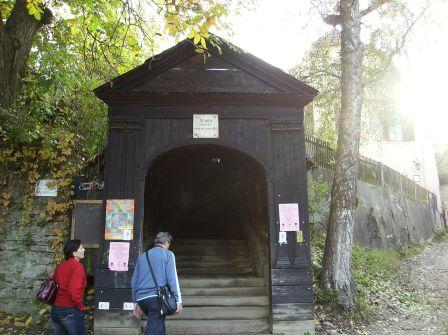
屋根付き階段入り口
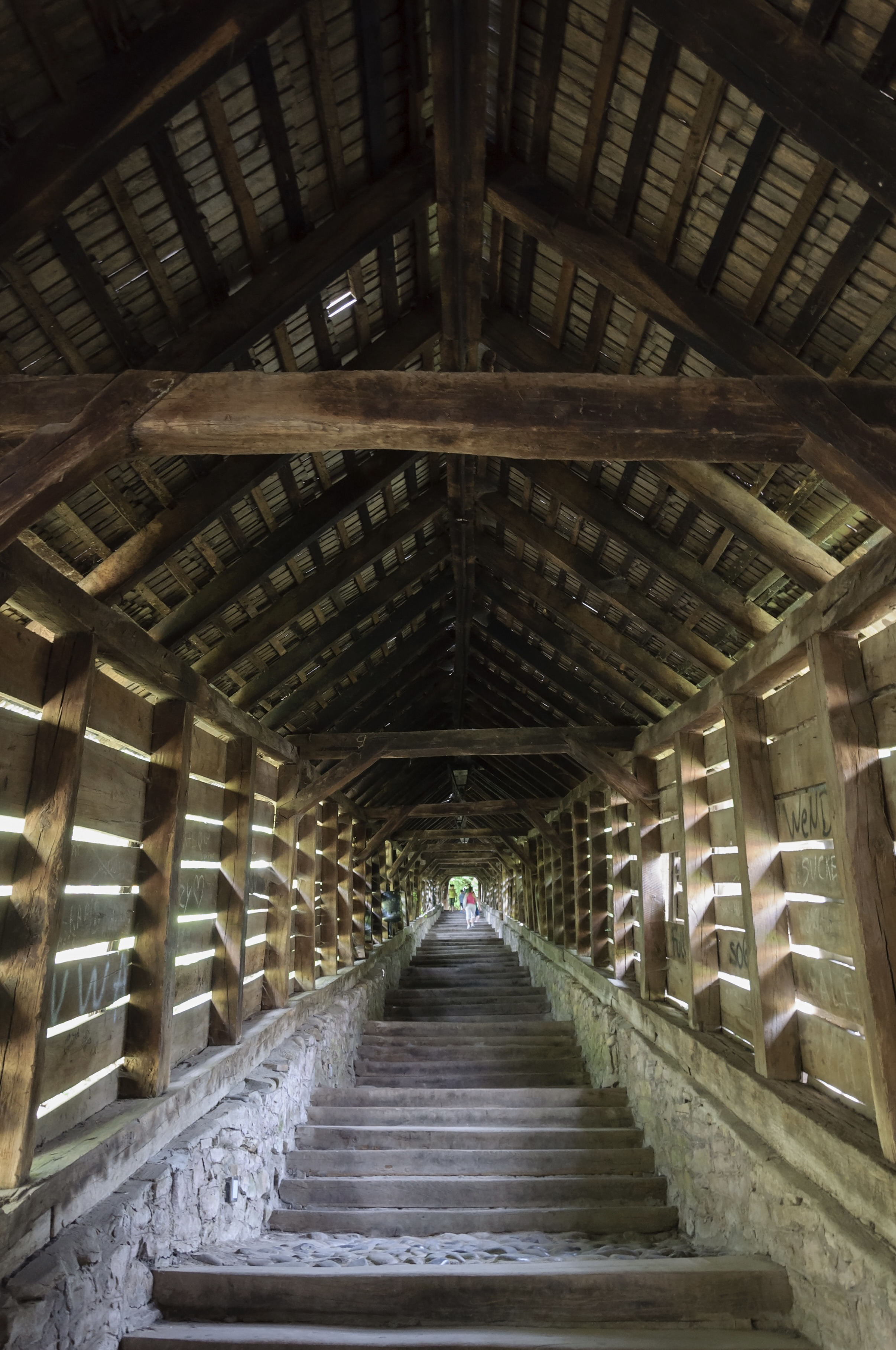
屋根付き階段内部
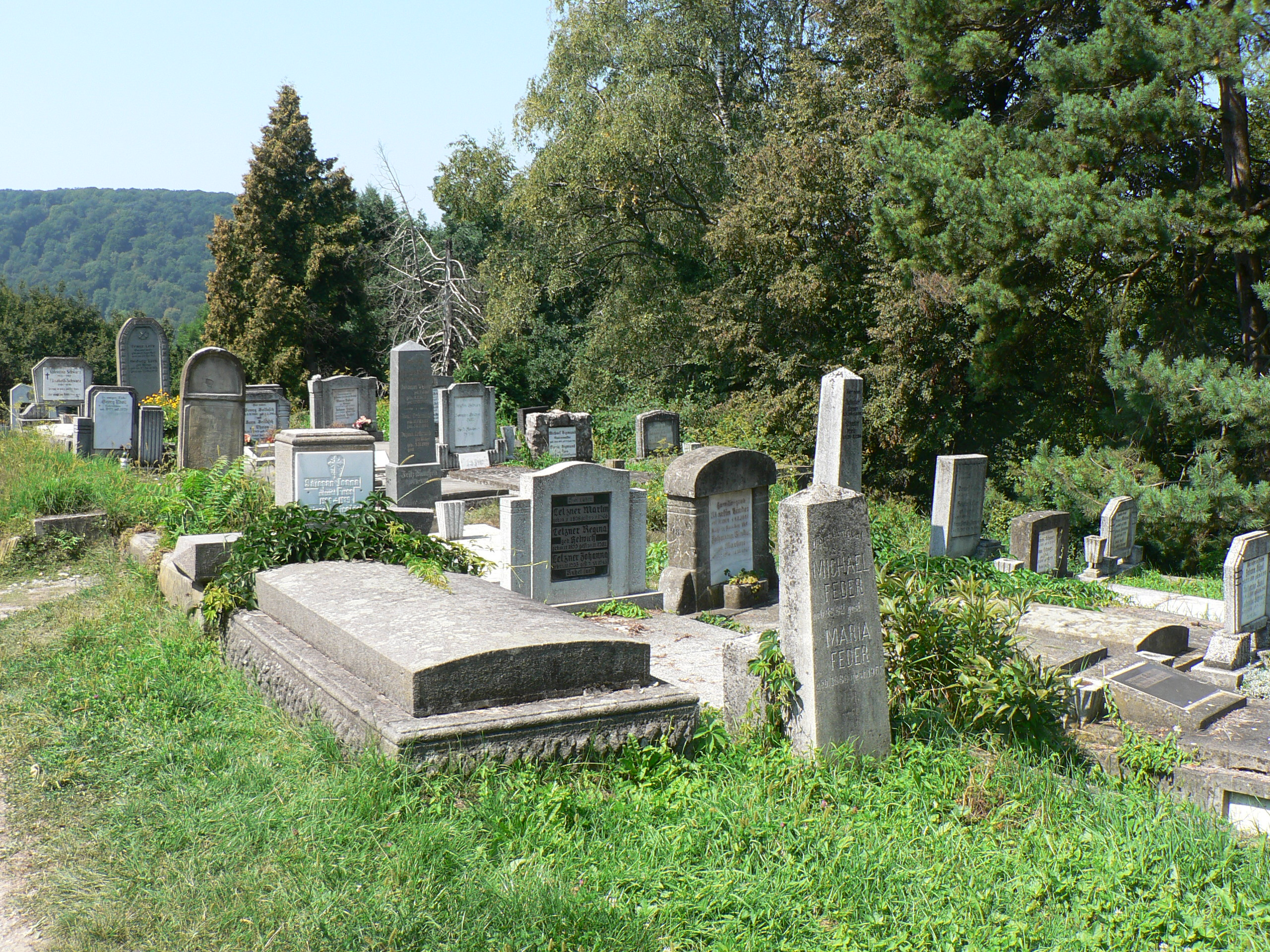
共同墓地

### ドミニコ会修道院付属教会

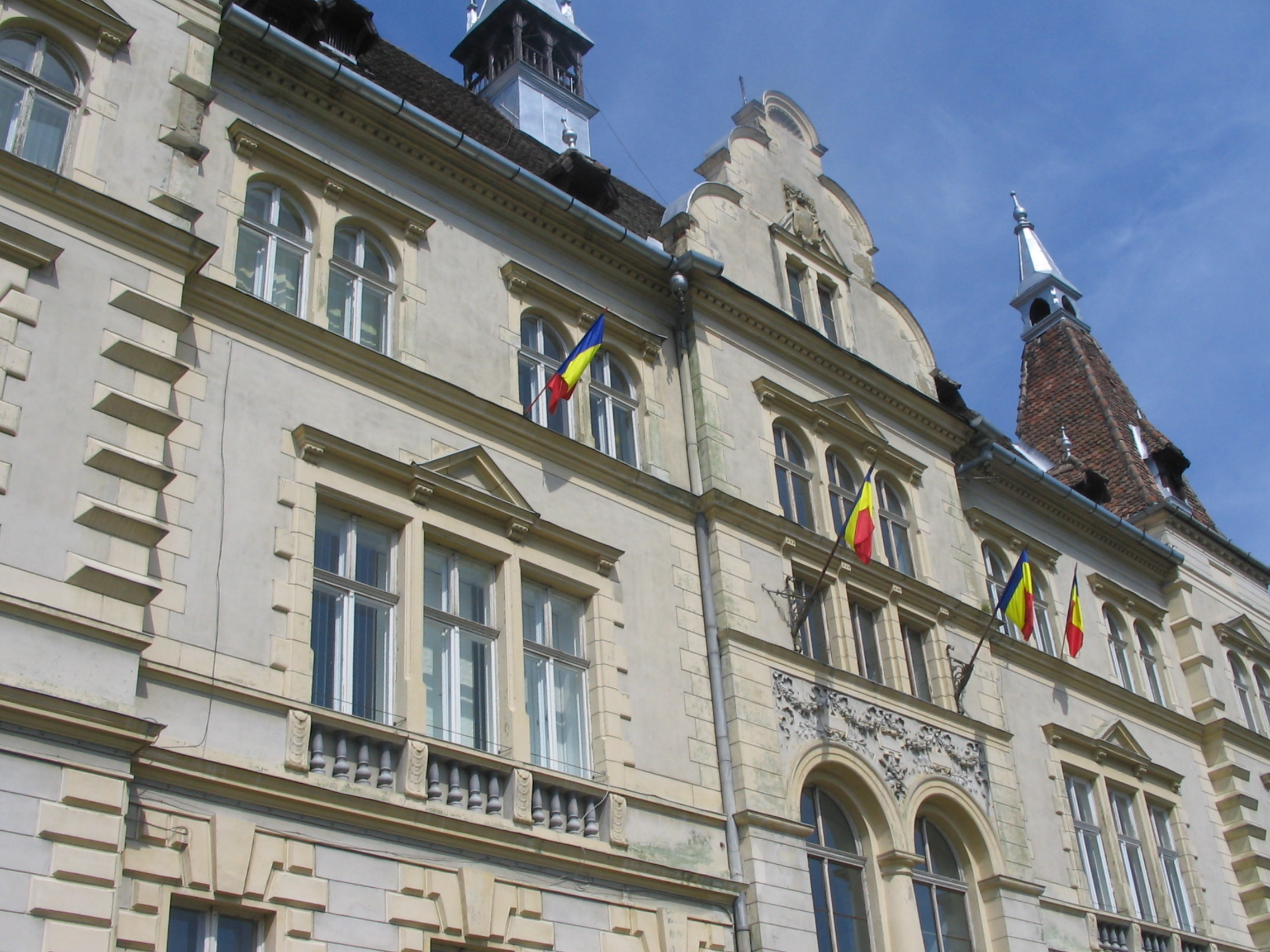
現在の市庁舎

ドミニコ会修道院付属教会 (Dominikaner-Klosterkirche / Biserica Manastirii Dominicane) は、時計塔の北側にある教会である。その名の通り、13世紀（最古の記録は1298年）に建造されたドミニコ会修道院に付属していた聖処女マリア教会だが、1886年に修道院は取り壊され、付属教会だけが残っている。なお、この教会自体は1556年にはルーテル派の教会堂に転用されていた。ゴシック様式の建物だが、1676年の大火の影響も含め、何度も改修工事が行なわれている。結果的にトランシルヴァニアのルネサンス様式が取り入れられた扉枠やバロック様式の祭壇など、時代の異なる要素が混在している。
取り壊された修道院の敷地および隣接していた樽職人の塔 (Faßbinderturm / Turnul Dogarilor) の跡地には、1886年から1888年の間に大きな新市庁舎が建てられた。比較的新しい時期に建てられたこの巨大庁舎は、中世的な街並みの中でいささか異質な存在であると指摘されている。

### ヴラド・ドラクル邸と中世武器博物館

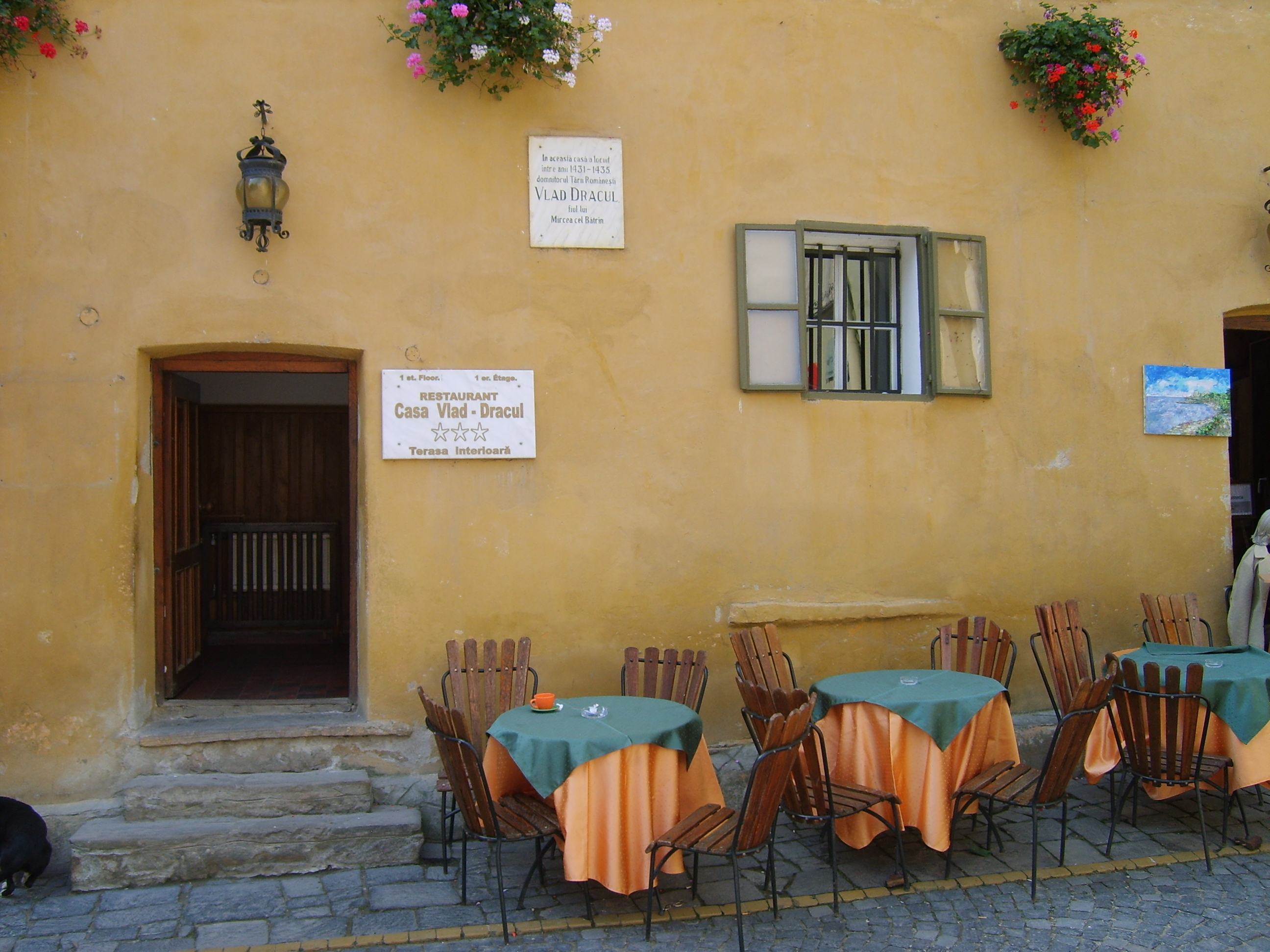
カーサ・ヴラド・ドラクル

シギショアラはドラキュラ伯爵のモデルとして有名なヴラド3世が生まれた地であり、その邸宅が残っている。時計塔のすぐ近く、城塞都市広場に面するその邸宅は、1431年から1435年にヴラド3世の父ヴラド2世が幽閉されていた場所で、ヴラド3世はその幽閉期間中に生まれた。現在はレストランに改築されているが、その店名はそのまま「カーサ・ヴラド・ドラクル」（ヴラド・ドラクル邸）である。
ヴラドの邸宅は世界遺産登録時に特筆されていたわけでなく、ICOMOS の評価書でも何も触れられていないが、世界遺産に関する概説書ではしばしば一定量を割いて言及されている。
なお、シギショアラはラテン語名カストゥルム・セクス、ドイツ語名シェースブルク、ハンガリー語名シェゲシュヴァールなど様々な名前で呼ばれてきたが、ルーマニア語名「シギショアラ」の名が記された現存最古の記録は、ヴラド2世のものだという。
この建物には中世武器博物館 (Colecţia de Arme Medievale) が併設されており、中世の武器やヴラド3世にゆかりのある展示が行われている。ほかには、シギショアラ地方出身の軍人でマレンゴの戦いではオーストリア軍を率いたミヒャエル・フォン・メラス (Michael von Melas) の肖像画なども飾られている。

## 登録経緯
ルーマニア政府はシギショアラ歴史地区の推薦書を1998年に提出した。これに基づくICOMOSの勧告は「登録」で、勧告通り1999年の世界遺産委員会（マラケシュ）で登録が認められた。なお、ルーマニアは同じ年にマラムレシュの木造聖堂群とオラシュチエ山脈のダキア人の要塞群も世界遺産に新規登録することに成功し、すでに登録されていたビエルタンの要塞聖堂の拡大登録（トランシルヴァニア地方の要塞聖堂のある村落群）も果たした。

### 登録基準
ルーマニア政府は当初、世界遺産基準 (2), (3), (4), (5) に該当するとして推薦していた。彼らが基準 (2) と (4) に該当すると判断していた根拠は以下の通りである。
- (2) ある期間を通じてまたはある文化圏において、建築、技術、記念碑的芸術、都市計画、景観デザインの発展に関し、人類の価値の重要な交流を示すもの。
シギショアラ歴史地区はトランシルヴァニア・ザクセン人が建造した都市であり、それによってトランシルヴァニア地方に持ち込まれた建築様式は、中世におけるその地方の建築に大きな影響を与えた[28]。

- (4) 人類の歴史上重要な時代を例証する建築様式、建築物群、技術の集積または景観の優れた例。
シギショアラ歴史地区は、中世に見られた均質的な建造物群が並ぶ小規模都市の典型といえる[28]。

しかし、諮問機関であるICOMOSはそれらの評価を支持しなかった（理由の記載はない）。
ICOMOS は、すでに世界遺産に登録されている類似物件として、スロバキアの世界遺産であるバンスカー・シュチャヴニツァとスピシュスキー城の城下町を挙げた。しかし、これらは都市建設の契機で共通するにしても、発展の主要因が異なっており、城塞都市としての要素が残っていないことから、商工業者が作り上げた城塞都市としてのシギショアラの独自性は認められた。
ICOMOSは世界遺産委員会に対し「登録」を勧告したが、そこでは基準 (3) と (5) のみが適用できるとされていた。世界遺産委員会でもそれが覆ることはなかったため、この世界遺産は世界遺産登録基準のうち、以下の条件を満たし、登録された（以下の基準は世界遺産センター公表の登録基準からの翻訳、引用である）。
- (3) 現存するまたは消滅した文化的伝統または文明の、唯一のまたは少なくとも稀な証拠。
- (5) ある文化（または複数の文化）を代表する伝統的集落、あるいは陸上ないし海上利用の際立った例。もしくは特に不可逆的な変化の中で存続が危ぶまれている人と環境の関わりあいの際立った例。

具体的には、基準 (3) はトランシルヴァニア・ザクセン人の文化を伝える例証である点に、基準 (5) はラテン文化とビザンティン文化の境界域に成立した小規模城塞都市の例証である点に、それぞれ適用された。

### 登録名
世界遺産の正式登録名は Historic Centre of Sighişoara （英語） / Centre historique de Sighişoara （フランス語）である。
その日本語表記については、登録直後に日本ユネスコ協会連盟が「シギシォアラ歴史地区」とした例はあるものの、それ以降は多くの文献で「シギショアラ歴史地区」とされている。
ほかの表記としては以下のものがある。
- シギショアラの歴史地区[33]
- シギショアラ旧市街[34]

## 文化
シギショアラの歴史地区では毎年7月に、中世を題材にした祭りが開催されている。その祭りでは、伝統的な工芸品の展示のほか、中世の装束での行進などが行われる。

## 保存を巡る動き
すでに見たように、シギショアラの景観保存は共産主義体制の崩壊後に本格化した。まず問題となったのが、所有権である。共産主義体制において公有物となっていた建築物の数々について、脱公有化を行うことと景観保存との兼ね合いが問題となった。
その結果、一部の教会などの重要な記念建造物群は引き続き公有物とされ、私有が認められた民家についても、都市景観を保持する上で重要な赤い屋根とファサードなどについては、規制が検討されることになった。
1990年代以降、修復も本格化し、丘の上の教会についても数年がかりの大規模な修復工事が行なわれた。
景観保護に関連する継続的な問題としては人口比の変化が指摘されている。シギショアラ歴史地区は伝統的にはトランシルヴァニア・ザクセン人が築き上げてきた街区だが、冷戦終結後にドイツへ移住する人々が増加し、ルーマニア人住民が増えた。こうした人口構成の変化が、一部教会の荒廃など、歴史的な街並みの保存にも悪影響をもたらしているとする指摘がある。
また、他の世界遺産物件でもしばしば問題となる観光業との関わりも、警官保護との関連で摩擦を起こしたことがある。2001年11月には、シギショアラ近郊にドラキュラを主題とする巨大テーマパークを建設する計画が持ち上がった。提案したのは当時のルーマニア観光相ダン＝マテイ・アガトンである。
この計画には様々な方面から反対意見が出されたが、その中でも重きをなしたのが、シギショアラ歴史地区の景観保存を支持する意見だった。観光相は歴史地区とテーマパークの相乗効果が観光に正の影響をもたらすと判断していたが、歴史的な景観保存にとってはむしろマイナスにしかならないという観点からの批判が強く寄せられたのである。
その後、強い反対によって建設予定地の変更が決定したが、結局移転予定先でも完成することはなく、2006年7月に完全に打ち切られた。